# ساکنان زمین (فیلم مستند)
ساکنان زمین (به انگلیسی: Earthlings) عنوان فیلم مستندی به کارگردانی شان مونسون و گویندگی واکین فینیکس است که برندهٔ جوایز زیادی شده‌است. محوریت فیلم بر روی استفاده‌هایی است که انسانها از حیوانات می‌کنند (به عنوان حیوان خانگی، غذا و پوشاک؛ و در تفریح و تحقیقات علمی) و ظلم‌هایی که طی این اعمال به آن‌ها وارد می‌شود. این فیلم در سال ۲۰۰۵ عرضه شده و موسیقی متنش کار موبی آهنگساز معروف و پرفروش آمریکایی است.

## داستان
با مطالعهٔ دقیق فیلم بر روی فروشگاه‌های حیوانات خانگی، پرورشگاه‌های حیوانات خانگی، پناهگاه‌های حیوانات خانگی و مزارع پرورش حیوانات چه برای غذا و چه برای پوشاک، ورزش و تفریح و نهایتاً تحقیقات دارویی، ساکنان زمین از دوربین‌های مخفی و تصاویری که پیش از این هرگز دیده نشده‌اند استفاده کرده‌است تا هویت واقعی کارخانه‌های بزرگی که برای منافع شخصی‌شان از حیوانات بهره‌وری می‌کنند را برملا سازد. تاکنون ساکنان زمین بهترین مستند برای بررسی روابط و علایقی که بین سه ساکن اصلی زمین یعنی طبیعت، حیوانات و انسان‌ها وجود دارد، محسوب می‌شود. فینیکس گویندهٔ فیلم نظرش دربارهٔ این فیلم را این‌طور بیان کرد که: «از بین تمام فیلم‌هایی که من تاکنون در آن‌ها حضور داشتم، ساکنان زمین بیشترین تفکرات را به‌سوی خود جلب خواهد کرد.»